# ویلیام آر. وب
ویلیام آر. وب (به انگلیسی: William R. Webb) سناتور سابق عضو حزب دموکرات ایالات متحده آمریکا بود. وی در سال 1913 میلادی سناتور ایالت تنسی در سنای ایالات متحده آمریکا بود.